# Hang-On
Hang-On è un videogioco arcade di motociclismo pubblicato da SEGA nel 1985. Il cabinato nella sua versione Ride-On è fatto a imitazione di una vera motocicletta, da cavalcare e usare come controller inclinandola fisicamente, e all'epoca era tecnicamente notevole e di grande presenza scenica. Fu il primo gioco di corse progettato da Yu Suzuki.
Il gioco è stato convertito per Sega Master System (1985), venduto anche incluso con alcune edizioni della console, e per i computer MSX e PC-88 (1986). Nel 1985 uscì anche Hang-On II per SG-1000, che è praticamente una conversione di Hang-On. Una versione fedele e completamente giocabile dell'arcade è inclusa nel videogioco Shenmue (1999). La Tiger Electronics produsse un adattamento come gioco elettronico portatile LCD (1989). La spagnola Sonic (Sega S.A.) produsse un flipper ispirato a Hang-On.
Ne è stato prodotto un seguito, Super Hang-On, pubblicato nel 1987 come arcade e per molte altre piattaforme. L'ultimo titolo della serie fu Hang-On GP per Sega Saturn (1995).

## Modalità di gioco

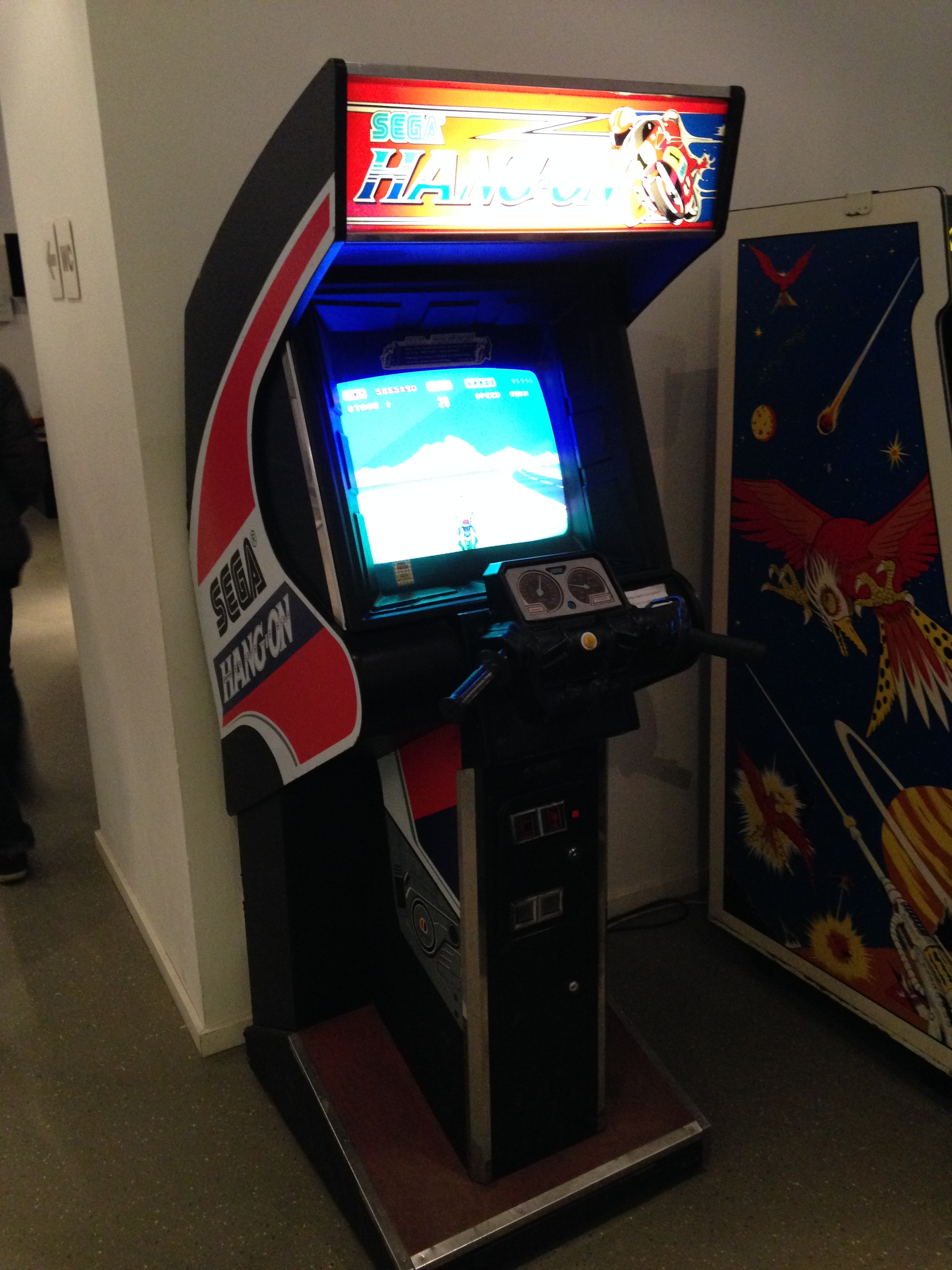
La versione più semplice del cabinato

Il giocatore controlla una moto da corsa e la guida in una gara contro il tempo. Usando una visuale in terza persona da dietro il veicolo, il giocatore gareggia lungo un percorso lineare, con curve e senza pendenze, attraverso 5 livelli. Sono presenti altri motociclisti avversari controllati dal computer, in numero illimitato, che costituiscono soltanto ostacoli da superare, mentre non c'è una graduatoria di arrivo. Raggiungendo un checkpoint alla fine di ognuno dei primi 4 livelli si otterrà un bonus tempo per poter proseguire. Le collisioni con ostacoli fuori pista causano incidenti che sbalzano il pilota e distruggono la motocicletta, ma poi si riparte con una moto nuova, subendo solo una perdita di tempo prezioso. Lo sfondo varia a seconda dei livelli: il quarto presenta un'ambientazione notturna.
I cabinati arcade erano disponibili in versione verticale semplice, verticale con sedile a sgabello, e Ride-On con seduta a forma di motocicletta inclinabile. Quest'ultima è in fibra di vetro e ispirata nella forma alla Yamaha YZR 500; per curvare, il giocatore deve veramente inclinare la moto di lato, con angolo variabile, sfruttando il peso del corpo. Lo schermo è fissato sopra il manubrio e quindi si inclina insieme al giocatore. La moto ha anche i poggiapiedi, dotati di interruttori che opzionalmente il gestore può impostare per obbligare il giocatore a tenerci i piedi sopra senza appoggiarli sul pavimento, rendendo più realistica e difficile la guida. I cabinati verticali hanno solo il manubrio, girevole in modo analogico. In tutti i casi il manubrio è dotato di manopola dell'acceleratore e freno a leva. Anche le piste, sebbene con la stessa successione di livelli, sono diverse tra le versioni verticali e quella Ride-On, con disposizione differenti di curve e rettilinei.
Venne prodotta anche una versione arcade verticale chiamata Hang-On Jr., basata sulla scheda Sega System E, a sua volta derivata dall'hardware della console Master System. Trattandosi di un'elettronica molto meno potente di quella dell'arcade originale, è una versione ridotta del gioco, con grafica più semplice, ma con una novità rappresentata dall'occasionale presenza di pozzanghere che rallentano il veicolo.